# Anne Frank Mural
De Anne Frank Mural is een tijdelijk kunstwerk in Amsterdam-Oost.
Op de Amstelcampus van de Hogeschool van Amsterdam, bij de kruising Wibautstraat en Mauritskade staat sinds 1982 een gemaalgebouwtje op het Rhijnspoorplein, dat dienst deed tot 2008. Boven de grond staat een onooglijk gebouwtje, terwijl onder de grond een bijzonder groot (lees een aantal etages diep) complex te vinden is. In de jaren daarna, als de hogeschool de terreinen opnieuw ging inrichten (kabels en leidingen werden verlegd in verband met de nadering van nieuwbouw, die uitgesteld werd), werd het gebouwtje gesierd door kunstwerken van HvA MediaLab, deze werden echter door een graafmachine vernield. Het gebouwtje lokte met name wildplakkers aan en werd vanwege de veiligheid afgesloten met hekwerken rondom.
Kunstenaar Philipp Scharbert uit Münster van het Duits kunstenaarscollectief Lackaffen zocht in 2018 een plek om een kunstzinnige bijdrage te leveren aan Amsterdam, een stad waarop hij verliefd is. Zijn oog viel op dit betonnen casco. Hij nam in maart 2018 contact op met de Hogeschool van Amsterdam. Er kwam een muurschildering van een glimlachende Anne Frank. Het zou een tijdelijk kunstwerk zijn om de omgeving te verfraaien. Scharbert kwam met een mural waarbij hij zich liet beïnvloeden door popartkunstenaar Roy Lichtenstein, hetgeen terug te voeren is in de kleurvoering en de blauwe stippen in een wit vlak. Het kunstwerk werd afgerond in de week van 23 augustus 2018, de kunstenaars rekenden geen gages.
In de nacht van 24 op 25 augustus werd het kunstwerk aan de zijde van de Wibautstraat "beschadigd" door graffiti van derden. Het Parool van 27 augustus 2018 meldde dat de kunstenaar ontzet was over de beschadiging en zal terugkomen om het kunstwerk te herstellen, hetgeen eind september deels het geval was. Het gebouwtje met kunstwerk zal later in 2018 gesloopt worden en plaatsmaken voor een nieuw gebouw op de campus: Conradhuis.
Amsterdam had al een mural met Anne Frank; in 2016 werd op de voormalige NDSM-werf in Amsterdam-Noord Let me be myself geschilderd. Ook dat kunstwerk werd al snel beschadigd.